# Lars Ulrich
 Ikke at forveksle med Lars Ulrik Mortensen dansk cembalist.
 Der er for få eller ingen kildehenvisninger i denne artikel, hvilket er et problem. Du kan hjælpe ved at angive troværdige kilder til de påstande, som fremføres i artiklen.

Lars Ulrich (født 26. december 1963 i Gentofte, Danmark) er en dansk professionel trommeslager i thrash metal-bandet Metallica.
Lars Ulrich blev født i Gentofte og boede med sin familie i Hellerup.
I 1981 flyttede han til Los Angeles for at blive professionel tennisspiller, men blev i stedet så optaget af britisk heavy metal, at han besluttede sig for at danne et band.
Lars' far, Torben Ulrich, som var en anerkendt professionel tennisspiller fra slutningen af 1940'erne til begyndelsen af 1980'erne, var også jazzmusiker, der bl.a. andet har spillet sammen med Stan Getz og Miles Davis. Saxofonist Dexter Gordon var Lars’ gudfar. I februar 1973 skaffede Torben Ulrich fem billetter til ham og hans venner til en Deep Purple koncert, der blev afholdt i København på deres turné. Men da en af vennerne ikke kunne komme med, fik den niårige Lars lov til at komme med. Han fandt koncerten fantastisk og købte bandets Fireball-album næste dag. Koncerten og albummet havde en betydelig indvirkning på Lars og inspirerende ham til en verden af rock and roll og senere, heavy metal. Som et resultat af hans nyfundne interesse for musik fik han sit første trommesæt af mærket Ludwig af sin bedstemor i en alder af tolv. Lars' oprindelige grund til at flytte til Amerika var at spille tennis, men planen blev ændret da han fandt ud af, at han hverken var god nok eller ville spille tennis. Til gengæld fik han en ny drøm: han ville danne et band. Det blev senere til Metallica.
I 1981 opdagede Lars et britisk heavy metal band, Diamond Head. Han var så begejstret for deres musikstil i deres debut-album fra 1980, Lightning to The Nations, at han rejste fra San Francisco til London for at høre bandet spille live på Woolwich Odeon. Men den unge Lars havde ikke planlagt turen særlig godt og manglede et sted at bo efter koncerten. Han formåede at møde bandet backstage og forklarede, hvor langt han havde rejst for at opleve dem. Lead guitarist Brian Tatler lod ham bo hos sig i Birmingham, hvor Lars tilbragte de næste par uger på turné med bandet. Lars er stadig en stor fan af bandet og har hjulpet dem med at mixe deres Best Of-album.
Samme år dannede Lars sammen med James Hetfield thrash metal-bandet Metallica. Han mødte James, efter han havde indsat en annonce i The Recycler, hvorefter han mødte Hugh Tanner, som havde sin ven James Hetfield med. Hugh Tanner forlod efter kort tid James og Lars, og Metallica var nu stiftet. Lars fik navnet "Metallica" fra en ven, Ron Quintana, som fandt på navne til et heavy metal-magasin han var ved at starte, og Metallica en af mulighederne; den anden var "Metal Mania". Lars opfordrede ham til at vælge Metal Mania og beholdt så selv navnet Metallica. Han blev kendt som en pioner inden for hurtige thrash metal-trommebeats ligesom på mange af Metallicas tidlige sange som Metal Militia fra Kill 'Em All, Fight Fire With Fire fra Ride the Lightning, Battery fra Master of Puppets og Dyers Eve fra ...And Justice for All. Han er siden blevet kendt gennem bandets popularitet og sin trommeteknik. (Dobbelt-stortrommebeatet i sangen One (... And Justice for All) og åbningen af Enter Sandman fra The Black Album). Siden udgivelsen af The Black Album har Lars anvendt et mere fokuseret og præcist trommespil, og reduceret sine trommesæt fra ni dele til syv.
I de sidste 15 år har Lars været under kritik for at have mistet fokus under diverse koncerter og livepræstationer, hvilket har ført til at hans omdømme er blevet svækket. Argumentationen for at hans niveau er faldet peger på hans forenkling af rytmiske sektioner live til diverse klassiske Metallica-sange, som han tidligere kunne udføre. På trods af flere kontroverser gennem bandets karriere, forbliver Lars Ulrich en af genrens mest populære personligheder. [kilde mangler]

## Filmografi
- Billions[3] - Sæson 1 Episode 4: Short Squeeze

## Metallica
Lars Ulrich satte i 1981 i Los Angeles en annonce i den lokale avis The Recycler og fik svar fra Hugh Tanner. Hugh Tanner medbragte sin ven James Hetfield, og Ulrich og Hetfield blev hurtigt gode venner. Tanner forlod gruppen, og de to andre gik i gang med at finde nye bandmedlemmer. De fandt senere Ron McGovney, som også hurtigt forlod bandet. Så fandt de så Cliff Burton og Dave Mustaine. Cliff spillede bass, og Dave Mustaine var lead guitarist.
Lars Ulrich har tit været oppe at toppes med Dave Mustaine, der fra 1982-1983 var Metallicas lead-guitarist. Derudover har han også haft uendeligt mange konflikter med James Hetfield, der, ifølge Lars selv, tit udviklede sig til slagsmål, hvis de havde fået nok at drikke. Da tidligere bassist, Jason Newsted, forlod Metallica grundet bandet ikke havde udgivet musik i mange år, udbrød Lars i et vredeanfald. Under denne episode kom han med det velkendte citat "he fucking left the band!" som fremover har været et såkaldt meme inden for metallica fanbasen.

## Privat
Lars Ulrich har været gift med Debbie Ulrich (1988-1990) og Skylar Satenstein (1997-2004), som hhv. fik sønnerne Myles Ulrich (5. august 1998) og Layne Ulrich (6. maj 2001). I slutningen af 2003, da han kun var separeret med Skylar, blev han kæreste med skuespillerinden Connie Nielsen, og de fik sønnen Bryce Thadeus Ulrich-Nielsen 21. maj 2007.
Ulrich begyndte kort efter bruddet med Connie Nielsen i 2012 at ses med modellen Jessica Miller, som han giftede sig med i 2015.

## Udstyr

### Trommesæt (2008–2010)
- Trommer – Tama Starclassic Maple, LU Magnetic Orange [5]
  - 10"×8" Tom
  - 12"×10" Tom
  - 16"×14" Gulv Tom
  - 16"×16" Gulv Tom
  - 22"×16" Bass Drum (×2)
  - 14"×6.5" Lars Ulrich Signatur lilletromme
    - Note: Ulrich bruger standarden Lars Ulrich Signature LU1465 lilletromme live (diamond plate), mens han både bruger LU1465 og LU1465BB (bell brass) i studiet, afhængig af hvilke lyde han vil have.

- Bækkener – Zildjian [6]
  - 14" Z Custom Dyno Beat Hi-Hats
  - 19" A Custom Projection Crash
  - 18" A Custom Projection Crash (×2)
  - 17" A Custom Projection Crash
  - 18" Oriental China Trash
  - 20" Oriental China Trash
    - Note: Ulrich vil i nogle tilfælde bruge en 20" A Custom Ping Ride når han spiller live.

- Skind – Remo
  - Tommer;— Coated Emperor | Clear Ambassador
  - Stortrommer;— Clear Powerstroke 3/Powersonic | Ebony Powerstroke 3
  - Lilletrommer;— Coated Controlled Sound | Clear Hazy Ambassador

- Hardware – Tama og Drum Workshop
  - Tama IronCobra Power-Glide Single Pedal (×2)
  - Tama IronCobra Lever-Glide Hi-Hat stativ
  - Tama Roadpro bækkenstativ med med kontravægt (×3)
  - Tama Roadpro bækkenstativ (×2)
  - Tama Roadpro Dobbelt Tom holder
  - Tama Roadpro lilletrommestativ
  - Tama Bækkenholder (×2)
  - Tama Multi-Clamp (×2)
  - Tama Hi-Hat Attachment
  - Tama Ergo-Rider trommestol
  - DW Drop-Lock Hi-Hat Clutch

- Andet
  - Ahead Lars Ulrich Signature 16-1/4" længde, .595" diameter